# Hyundai Heavy Industries
Pour les articles homonymes, voir HHI.
Hyundai Heavy Industries Co., Ltd. est, dans les années 2000, la plus importante société de construction navale du monde. Son siège social se trouve à Ulsan en Corée du Sud. La société est une filiale de Hyundai Heavy Industries Group au sein de Hyundai.

## Histoire
En janvier 2019, Hyundai Heavy annonce sa fusion par échange d'action avec le numéro deux du secteur Daewoo Shipbuilding & Marine Engineering, créant un nouvel ensemble pesant près de 20 % de la construction navale à l'échelle mondiale.
En septembre 2019, le groupe accepte de payer aux États-Unis une amende de 47 millions de dollars après un arrangement avec les autorités américaines pour avoir importé des moteurs diesel ne répondant pas aux normes d'émissions polluantes. Le ministère de la Justice souligne que : « Hyundai (Heavy Industries et Construction) ont privilégié les bénéfices au détriment de la santé publique et de la loi ». En janvier 2021, les autorités de la concurrence européennes mettent leur veto contre cette opération.

## Architecture du groupe

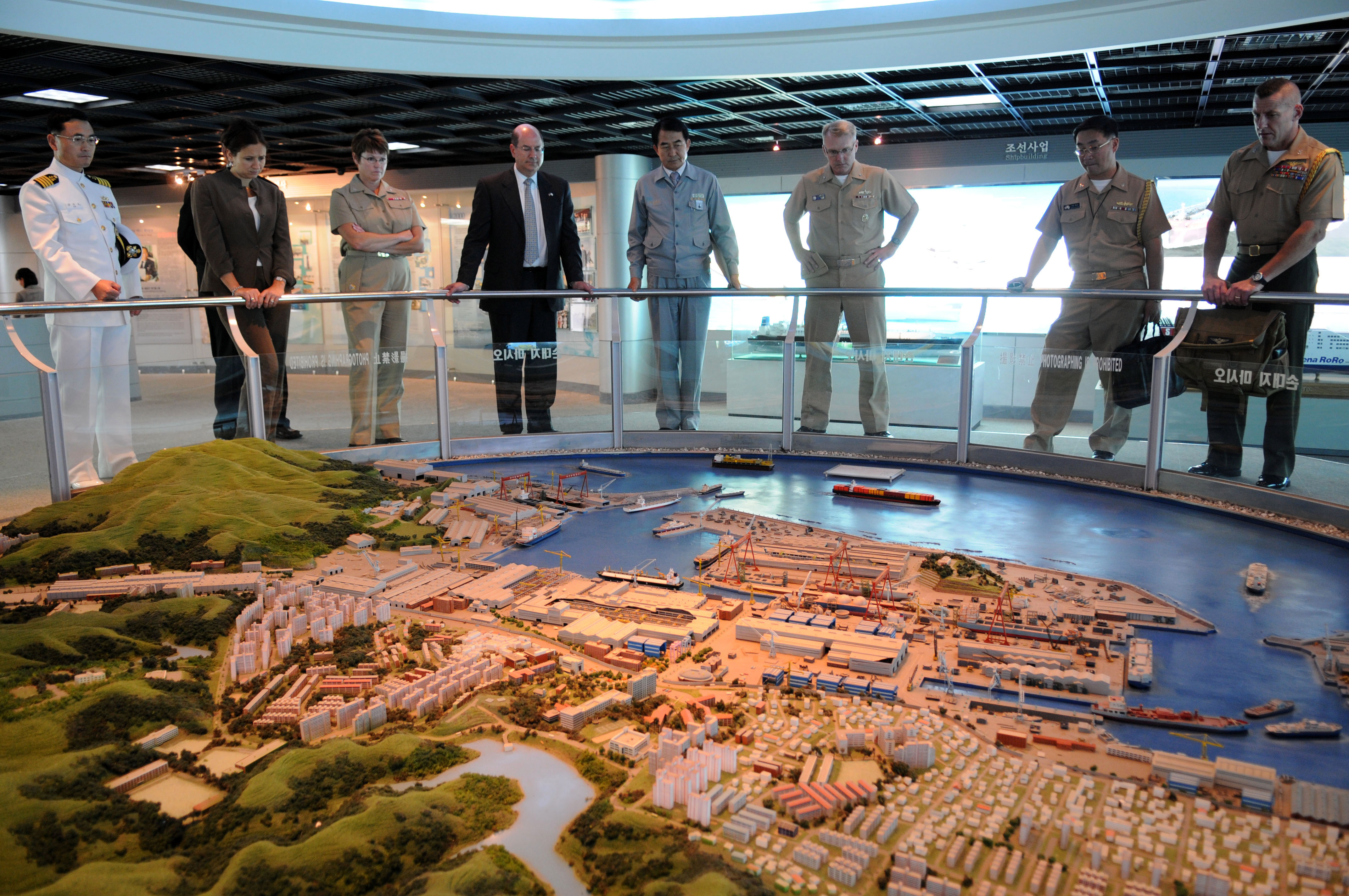
Maquette des chantiers navals de HHI en 2008.

### Divisions
- Construction navale,
- Offshore et Ingénierie,
- Installation industrielle et Ingénierie,
- Moteur et Machine,
- Systèmes électro-électriques,
- Équipement de construction

### Sociétés affiliées
- Hyundai Samho Heavy Industries (HSHI),
- Hyundai Mipo Dockyard (HMD),
- Hyundai Oilbank